# استدامة الصرف الصحي

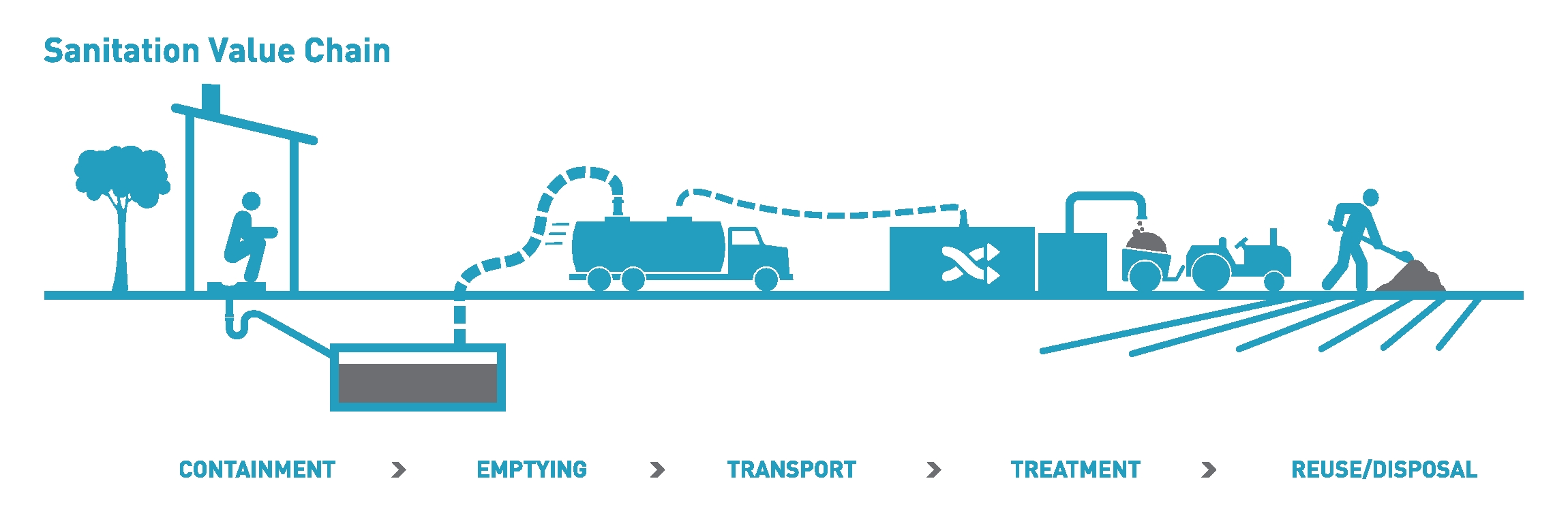

## معلومات أساسية عن معضلة الصرف الصحي
الحاجة الملحة للعمل في قّطّاع المرافق الصحية واضحة، باعتبار 206 مليون نسمة في العالم لا تصلهم خدمات الصرف الصحي، و2.2 مليون حالة وفاة سنوية(أغلبهم أطفال أقل من 5) بسبب أمراض متعلقة بالصرف الصحي والظروف الصحية السيئة.
الأمم المتحدة في مؤتمر الألفية الجديدة في نيويورك عام2000 والقمة العالمية لدعم التنمية والتطوير في جوهانسبرغ عام 2002، قدم تسلسلة من المرامي الإنمائية للألفية للقضاء على الفقر وتحسين الصرف الصحي، أما الهدف الأساسي لتوفير إمدادات المياه وخدمات الصرف الصرف الصحي هو خفض نسبة السكّان الذين لا يحصلون على مياه الشرب ومرافق الصرف الصحي الملائمة بحلول عام 2015.
برنامج الرصد المشترك (Joint Monitor Program)JMP رقم 99 من منظمة الصحة العالمية اليونسيف صرح عام 2004 أن عدد الأشخاص الذين يفتقرون إلى خدمات الصرف الصحي ارتفع من 2.1 مليار في 2001 إلى 2.6 مليار في 2004.
عندما صدر تقرير التنمية البشرية لبرنامج الرصد المشترك ولبرنامج الأمم المتحدة الإنمائي في 2006 أظهر أن التقدم المحرز للوصول إلى الهدف المتعلق بتحسين الصرف الصحي بطيء جداً، مع وجود فجوة هائلة بين التغطية المطلوبة والموجودة في الواقع، لاسيما في صحراء جنوب أفريقيا وأجزاء من آسيا، الذي يمكن النظر إليه من خلال خريطة تظهر الأحجام النسبية لكل بلد وأماكن بناء النشآت الضرورية لتحسين الصرف الصحي مع حلول عام 2015.
وثمة مسألة رئيسية هي حقيقة ان الصرف الصحي نادراً ما يحصل على اهتمام سياسي بالمقارنة مع المواضيع الأخرى التي توليها اهتماماً بالإضافة للأهداف الإنمائية الأخرى.
فقد كان الصرف الصحي مفتقداص في صدارة جدول أعمال التنمية الدولية، ودفع هذا الصرف الصحي إلى ظلال مشاريع موارد المياه على سبيل المثال، وابتكار محدود في هذا المجال.
وهناك خريطة أيضاً تظهر المناطق التي تحتاج إلى تطوير الصرف الصحي وعدد المنشآت المطلوب بناؤها حتى عام 2015.

## معايير لتحسين الصرف الصحي وفق برنامج الرصد المشترك

### مرافق صرف صحي محسنة
هذه هي التسهيلات غير المشتركة أو العامة:
- تدفق مباشر في:
- نظام أنابيب الصرف الصحي
- خزان التعفن
- حفرة المرحاض
- تحسين تهوية حفرة المرحاض
- حفرة مرحاض ببلاط
- تركيب المرحاض

### مرافق صرف صحي غير محسنة
- صب الدفق إلى مكان آخر (يفرغ الصرف الصحي في الشارع، مثل ساحة أو فناء أو مجاري مفتوحة، قناة، شبكة تصريف المياه أو في أماكن أخرى)
- حفرة مرحاض بدون بلاط
- دلو
- مراحيض بستارة
- في الحقول أو بين الشجيرات

## مفاهيم استدامة الصرف الصحي
الهدف الرئيسي لنظام الصرف الصحي هو حماية وتعزيز صحة الإنسان من خلال توفير بيئة نظيفة وكسر دورة المرض. وحتى يتحسن الصرف الصحي يجب أن يكون مقبولاً ليس فقط اقتصادياً بل أجتماعياً وفنياً ومؤسسياً بشكل مناسب. وأن تحمي البيئة والموارد الطبيعية.
عند تحسين النظام القديم أو/و تصميم نظام جديد ينبغي النظر في معايير الاستدامة التالية: 
1. الصحة: وتشمل مخاطر التعرض لمسببات المرض التي يمكن أن تؤثر على الصحة العامة في كل نقاط نظام الصرف الصحي من المرحاض من خلال نظام المعالجة إلى نقطة إعادة الاستخدام أو التدوير.
2. البيئة والموارد الطبيعية: أي الطاقة اللازمة والمياه وغيرها من الموارد الطبيعية لبناء وتشغيل وصيانة النظام، فضلاً عن احتمال وجود ملوثات هواء تطلق في البيئة ناتجة عن استخدام هذه الأنظمة.

وتشمل أيضاً درجة إعادة التصنيع والاستخدام آثارها، مثلاً إعادة استخدام مياه الصرف الصحي ،إعادة الموادالمغذية والعضوية في الزراعة، وحماية الموارد الأخرى غير القابلة للتجدد، على سبيل المثال عن طريق إنتاج طاقة متجددة (مثال:غاز حيوي) أو وقود الخشب.
1. التكنولوجيا والعملية: تتضمن الوظائف والتسهيلات الممكن بناؤها في النظام وتشغيلها، ومراقبة استخدام الموارد البشرية المتاحة (المجتمع المحلي، الفريق الفني، المؤسسات المحلية وغيرها) لتحقيق كفاءة الإدارة من الناحية الفنية. بالإضافة لذلك فإنه يقوم بتقييم قوة النظام، الضعف تجاه الكوارث، المرونة والقدرة على التكيف مع تقنية البنية التحتية والاجتماعية والديموغرافية والتطورات الاقتصادية وتغير المناخ.
2. المسائل المالية والاقتصادية: وتتعلق بقدرة الأسرة والمجتمعات المحلية على دفع تكاليف الصرف الصحي بما في ذلك بناء وصيانة وتشغيل النظام. بالإضافة غلى تقييم تكاليف البناء والصيانة والاستثمار، ويأخذ بعين الاعتبار الفوائد الاقتصادية الممكن الحصول عليها من شبكات الصرف الصحي بما في ذلك إنتاج المواد القابلة للتدوير (هواء التؤبة، السمادي) ،الطاقة،المياه المستصلحة ،وخلق فرص عمل لزيادة الإنتاجية من خلال تحسين الصحة والحد من تكاليف الصحة العامة والبيئية.
3. الثقافة الاجتماعية والجوانب المؤسسية: المعايير التي تهم هذه الفئة هي ملائمة النظام ليكون مقبولاً في الثقافة الاجتماعية، الراحة، ملاحظات النظام، قضايا الآثار على كرامة الإنسان للجنسين معاً ،والمساهمة في إقامة اقتصاد وأمن غذائي والجوانب القانونية المؤسسية.

وقد صممت معظم أنظمة الصرف الصحي بالأخذ بعين الاعتبار هذه الجوانب لكن الممارسة العملية فشلت في كثير من الأحيان لأنه لم تلبى بعض المعايير. في الواقع ربما لا يوجد نظام مستدام على وجه الإطلاق. فمفهوم الاستدامة هو رحلة أكثر من كونه مرحلة للوصول إليها. ومع ذلك فمن الأهمية بمكان أن يتم تقييم شبكات الصرف الصحي بعناية بما يتعلق بجميع أبعاد الاستدامة، حيث لا يوجد حل واحد لجميع أنظمة الصرف الصحي في ظل ظروف مختلفة، فهذا النظام يعتمد على الإطار المحلي مع الأخذ بعين الاعتبار البيئة المحلية والظروف الفنية والاقتصادية والسياسية والاجتماعية.
من المهم أن نلاحظ مجموعة من المبادئ الأساسية عند تنخطيط وتنفيذ الصرف الصحي التي وضعت قبل عدة سنوات من قبل مجموعة من الخبراء وأيدها أعضاء المجلس التعاوني للصرف الصحي وإمدادات المياه باسم «مبادئ بيلاجو للصرف الصحي المستدام» خلال المنتدى العالمي الخامس للشركة عام2000: 
1. كرامة الإنسان: يجب أن يكون في صميم منهج أي نظام للصرف الصحي نوعية الحياة والأمن البيئي على مستوى الأسرة.
2. تماشياً مع مبدأ الحكم الرشيد ينبغي اتخاذ القرارات بمشاركة جميع أصحاب المصلحة ولاسيما المستهلكين.
3. النفايات التي ينبغي النظر في مواردها وإدارتها فهي تشكل جزءاً مكملاً للموارد المائية، وتدفق المواد الغذائية وعمليات إدارة المخلفات.
4. المجال الذي يتم فيه حل مشاكل الصرف الصحي يجب أن يشمل الحد الأدنى (الأسرة،المجتمع،المدينة، الحي، مستجمعات المياه)

## توصيات لجعل المرافق الصحية الحالية أكثر استدامة
بعض الأمثلة لتحسين الممارسات الصحية الحالية:
- حفر المراحيض يمكن تعديلها لتكون مراحيض سماد للتربة وذلك يتطلب تعزيز الجدار، جعلها مسطحة(1-1.5 م) والحفاظ على التربة باستخدام إضافات يومية وذلك لإعادة استخدامها في الزراعة.
- المباول البسيطة يمكن أن تكون أنظمة منفصلة في مكان واحد بدل استخدام المراحيض.
- تعديل المراحيض لاستخدام مياه أقل
- المياه الرمادية يمكن فصل مصدرها عن المياه السوداء في المراحيض لتبسيط التعامل معها ومعالجتها لإعادة استخدامها.
- المياه السوداء يمكن نقلها في صرف صحي خاص أو إلى خزانات الحفظ أو الحفر المفتوحة ثم نقلها إلى مخمرات الغاز الحيوي.
- شبكات الصرف الصحي يمكن أن تصب في مناطق آمنة مع وجود مصافي للمياه لمنع تلوث المياه الجوفية.
- تحويل المراحيض إلى مراحيض تحويل البول للتخفيف من إطلاق النتروجين غلى البيئة.
- تركيب مراحيض فوق الأرض الجافة والصحراوية بدل الحفر المكلف.

## وصلات خارجية
- منظمة الصحة العالمية 2006:سلسلة المبادئ التوجيهية للتخلص الآمن من الفضلات ومياه الصرف الصحي
- برنامج الأمم المتحدة الإنمائي لشركة المشروعات الخاصة 2006:الحد من الفقر وإدارة المياه
- تقرير التنمية البشرية لبرنامج الأمم المتحدة الإنمائي 2006
- اليونيسكو 2006:بناء القدرات من اجل الإصلاح البيئي.
- خطة عمل هاشيموتو 2006
- منظمة الصحة العالمية واليونسيف وبرنامج اللقاء المشترك2000:الماء من أجل الحياة